# Physobolus olivaceus
Physobolus olivaceus är en mångfotingart som beskrevs av Carl Graf Attems 1936. Physobolus olivaceus ingår i släktet Physobolus och familjen slitsdubbelfotingar. Inga underarter finns listade i Catalogue of Life.